# Cranmore, đảo Wight
Cranmore là một ngôi làng trên đảo Wight. Nó nằm khoảng ba dặm về phía đông của Yarmouth phía tây bắc của hòn đảo. Nó thuộc giáo xứ Dòng Cạn.
Giao thông đến đây gồm tuyến xe buýt Nam Vectis số 7, phục vụ các địa điểm Freshwater, Yarmouth và Newport bao gồm các thị trấn trung gian.
Ba khu vực đồng cỏ, cây bụi và rừng nằm quanh làng được chỉ định là Địa điểm được quan tâm khoa học đặc biệt. Ba khu vực cùng nhau trải rộng 12,4 ha (30,7 mẫu Anh) và đã được chỉ định vào năm 2002. Các địa điểm này là quê hương của giống chuột sóc (Muscardinus avellanarius), sóc đỏ (Sciurus vulgaris) và bướm Boloria selene và Meganola albula. Các loài khác bao gồm Vipera berus, Zootoca vivipara, và dạ oanh.